# Big Calm
Big Calm è il secondo album in studio del gruppo musicale britannico Morcheeba, pubblicato il 16 marzo 1998 dalla China Records e dalla Sire Records.

## Descrizione

### Antefatti
Prodotto dai Morcheeba insieme a Pete Norris, Big Calm è stato lanciato sul mercato a distanza di quasi due anni dal precedente album in studio, Who Can You Trust? (1996). Il gruppo iniziò la composizione del progetto discografico già il 25 dicembre 1995, durante l'attesa della pubblicazione del loro primo disco.  I fratelli Godfrey collaborarono insieme nella loro casa, organizzando le strutture delle canzoni, avrebbero poi presentato le demo alla cantante Skye Edwards, e la band, nel suo complesso, avrebbe creato la parte musicale e testuale. In un'intervista rilasciata nel 2013 a The Quietus Ross Godfrey ha dichiarato che la scrittura dell'album venne realizzata nel giro di una notte:

In seguito al soddisfacente riscontro di Who Can You Trust?, il trio si assicurò la possibilità di produrre un album più personale, in cui l'originale stile trip hop e downtempo si contamina a sonorità pop, lounge, reggae, jazz ed elettroniche. Se il lavoro d'esordio, infatti, era opportunisticamente ispirato al Bristol sound, corrente musicale affermatasi negli anni novanta, al fine di ottenere un contratto discografico e il consenso della stampa, con Big Calm, i Morcheeba mostrano uno spettro musicale più ampio e complesso, caratterizzato da una grande varietà stilistica, coerentemente alla loro sensibilità artistica. In un'intervista pubblicata il 25 ottobre 1998 dal quotidiano statunitense The New York Times, Ross Godfrey ha dichiarato:
La copertina del disco, realizzata dal designer Giraffe, è un omaggio a quella della raccolta Hi Fi Companion (1966) del compositore statunitense Ray Conniff.

### Stile musicale
In Big Calm ogni brano musicale racconta una storia diversa, non seguendo un filo tematico conduttore. La vocalità soul jazz di Skye Edwards emerge in particolare in due ballate: The Sea, una dedica al mare caratterizzata da uno shuffle ipnotico contrastato da una chitarra funky, e Fear and Love, in cui un violoncello e una chitarra classica guidano la voce in falsetto sullo sfondo di un'orchestra d'archi. Il connubio tra suoni acustici e sintetici è presente anche nella canzone sentimentale Blindfold. La varietà stilistica, inoltre, attraversa vari generi: Friction dai toni reggae e Let Me See dai toni latini, mentre Over and Over e Part of the Process si distinguono per sonorità country. 
Collateralmente all'inedita componente orchestrale, il ritorno al primato della musica elettronica si riscontra particolarmente in Bullet Proof (contenente un campionamento del brano Straight Out Of The Jungle dei Jungle Brothers), Big Calm e Shoulder Holster, le prime due sono tracce strumentali che richiamano le tendenze hip hop del gruppo, la terza è una canzone legata alla tematica del senso di colpa, impostata su un raga indiano con martellanti percussioni. L'influenza per le melodie orientali inoltre trova spazio in un'ulteriore traccia strumentale Diggin' in a Watery Grave.

## Promozione
La pubblicazione dell'album è stata trainata dall'uscita di due singoli: Shoulder Holster e The Sea, rilasciati rispettivamente il 10 novembre 1997 e il 16 marzo 1998, a questi singoli si aggiunge The Music That We Hear (Moog Island), pubblicato in precedenza il 15 febbraio 1997, e presente esclusivamente come traccia bonus nella versione dell'album lanciata per il mercato statunitense. Il 30 marzo 1998 è stato pubblicato come quarto singolo Blindfold, a cui hanno fatto seguito Let Me See e infine Part of the Process, rispettivamente il 1º giugno e il 17 agosto 1998.

## Accoglienza
| Recensione           | Giudizio |
| -------------------- | -------- |
| AllMusic             |          |
| Entertainment Weekly | A-       |
| Los Angeles Times    |          |
| New Musical Express  |          |
| Pitchfork            |          |
| Rolling Stone        |          |
| Spin                 |          |

Big Calm ha ricevuto recensioni generalmente positive da parte della critica specializzata. Scrivendo per All Music, Stephen Thomas Erlewine offre un'opinione favorevole sull'album, affermando che «Occasionalmente, l'album può sembrare un po' distante, come se le fusioni e le produzioni fossero più importanti delle canzoni attuali, ma il trio è così musicalmente abile, e la voce di Skye Edwards è così incantevole, che Big Calm diventa irresistibile a modo suo». Natalie Nichols sul Los Angeles Times afferma: «Le vocalità di Skye Edwards sono facilmente ipnotiche, sospese seducentemente al di sopra dei soliti ritmi dei fratelli Ross e Paul Godfrey». Kara Manning scrive per Rolling Stone: «Big Calm è un album imprevedibile e seducente, una passeggiata irrequieta per i romanticamente irritati». Più discreto il giudizio di James P. Wisdom, il quale afferma su Pitchfork: «Big Calm è qualificato, al di sopra del branco ma a malapena a malapena trip hop, con tutti gli elementi giusti nella camera ma nessuna scintilla di intuizione o rischio. Funziona sullo sfondo della conversazione telefonica interurbana con il tuo ex, ma sospetto che non impressionerà troppe nuove conoscenze».

## Tracce
Testi e musiche di Paul Godfrey, Ross Godfrey e Skye Edwards, eccetto dove indicato.
1. The Sea – 5:47
2. Shoulder Holster – 4:04
3. Part of the Process – 4:24
4. Blindfold – 4:37
5. Let Me See – 4:20
6. Bullet Proof – 4:11
7. Over and Over – 2:20
8. Friction – 4:13
9. Diggin' a Watery Grave – 1:34
10. Fear and Love – 5:04
11. Big Calm – 6:00 (Paul Godfrey, Ross Godfrey, Skye Edwards, Jason Furlow)

Traccia bonus nell'edizione statunitense
1. The Music That We Hear (Moog Island) – 3:50

Tracce bonus nell'edizione giapponese
1. Shoulder Holster (Radio Mix) – 4:14
2. Shoulder Holster (Diabolical Brothers Mix) – 5:56

## Formazione
Gruppo
- Skye – voce
- Paul Godfrey – arrangiamento, base musicale, programmazione, scratch
- Ross Godfrey – arrangiamento, base musicale, chitarra, sitar, pedal steel guitar, lap steel guitar, clavinet, organo Hammond, Fender Rhodes, batteria, EMS Synthi AKS, Roland MKS-80, basso

Altri musicisti
- Steve Bentley-Klein – arrangiamento degli strumenti a corda e violino (tracce 1, 4, 7 e 10), tromba (traccia 10)
- Leigh Gordon – basso (tracce 1, 3, 5 e 10)
- Richard Bridgmont – violoncello (tracce 1, 4, 7 e 10)
- Tim Grant – viola (tracce 1, 4, 7 e 10)
- Dave Lee – corno (tracce 1, 4, 7 e 10)
- Dominic Pipkin – tastiere (tracce 1, 4 e 5)
- Mickey Posner – viola (tracce 1, 4 e 10)
- Emma Pritchard – violoncello (tracce 1, 4 e 10)
- Steve Wright – viola (tracce 1, 4 e 10)
- Howard Ball – violino (tracce 1, 4 e 10)
- David Emanuel – violino (tracce 1, 4 e 10)
- Clive Hughes – violino (tracce 1, 4 e 10)
- Howard Ball – violino (tracce 1, 4 e 10)
- Iain McLeod – violino (tracce 1, 4 e 10)
- Peter Oxer – violino (tracce 1, 4 e 10)
- Emlyn Singleton – violino (tracce 1, 4 e 10)
- DJ First Rate – scratch (tracce 2 e 6)
- Spikey T – toasting (tracce 2 e 8)
- Graeme Kyle – cori (tracce 3 e 7)
- Pierre La Rue – fiddle (traccia 3)
- Martin Carling – batteria (tracce 4 e 10)
- Jimmy Hastings – flauto (traccia 5)
- Laura Melhuish – violino (traccia 7)
- Dave Hake – tromba (traccia 8)
- Chris Hetter – trombone (traccia 8)
- DJ Swamp – scratch (traccia 11)

Produzione
- Pete Norris – produzione, programmazione sintetizzatore, ingegneria del suono

## Classifiche

### Classifiche settimanali
| Classifica (1998) | Posizione massima |
| ----------------- | ----------------- |
| Australia         | 67                |
| Austria           | 22                |
| Francia           | 18                |
| Germania          | 81                |
| Italia            | 17                |
| Norvegia          | 22                |
| Nuova Zelanda     | 17                |
| Regno Unito       | 18                |
| Svizzera          | 37                |

### Classifiche di fine anno
| Classifica (1998) | Posizione |
| ----------------- | --------- |
| Italia            | 43        |
| Nuova Zelanda     | 38        |
| Regno Unito       | 69        |